# 原田治
原田 治（はらだ おさむ、1946年4月27日 - 2016年11月24日）は、日本のイラストレーター。東京都中央区築地出身。サイレント期の映画監督・二川文太郎は母方の祖父。

## 来歴
幼少の頃から絵画に興味を示し、洋画家で川端玉章の孫にあたる川端実に師事していた。青山学院中等部・高等部を経て多摩美術大学グラフィックデザイン科卒業後渡米し、ここでイラストレーションを学ぶ。ここでの生活が後の作品に「アメリカナイズされたテイスト」として影響を与えることとなる。
帰国後の1970年、創刊したばかりの雑誌「an・an」（マガジンハウス）にイラストを掲載し、イラストレーターとして本格的に始動。1975年、マザー・グースを題材にしたポップで可愛らしいテイストのキャラクターグッズ「OSAMU GOODS」の発売を開始。
雑誌「ビックリハウス」（パルコ出版）では、「明石町先生」というペンネームでイラストページを連載。編集スタッフの似顔絵イラストで構成された連載は人気を博した。また1979年、「ビックリハウス」の執筆陣であった安西水丸・ペーター佐藤・アートディレクターの新谷雅弘らとともにユニット「パレットクラブ」を結成。これは後に生地・築地に設置されたイラストレーター養成学校「パレットクラブスクール」の母体となっている。
その後はイラストレーターも加え、前述の「パレットクラブスクール」講師なども務めていた。また著作ではイラスト集の他、児童向け絵本の挿絵も行なっていた。
2016年7月〜9月にオサムグッズ誕生40周年を記念し『オサムグッズの原田治展』が弥生美術館で開催された。
2017年2月10日付の毎日新聞で死去が報じられた。70歳だった。
2019年7月13日から世田谷文学館にて「原田治展「かわいい」の発見」が始まった。以後全国巡回中。

## 著作
- ぼくの美術帖（パルコ出版、新版・みすず書房、ISBN 978-4-622-08841-7）
- オサムグッズスタイル（ピエブックス、ISBN 978-4-89444-416-4）

## 絵本挿絵
- かさ（松野正子作、福音館書店）ISBN 978-4834010848
- ももたろう（蘭巴作、小学館）ISBN 978-4097505327
- ハイク犬（石津ちひろ作、学習研究社）ISBN 978-4052030598

## 作品を採用している企業・商品
- ミスタードーナツ
- カルビーポテトチップス「ポテト君（じゃがいもくん、ポテト坊や[7]）」[8]

- ウェルカム・バスケット

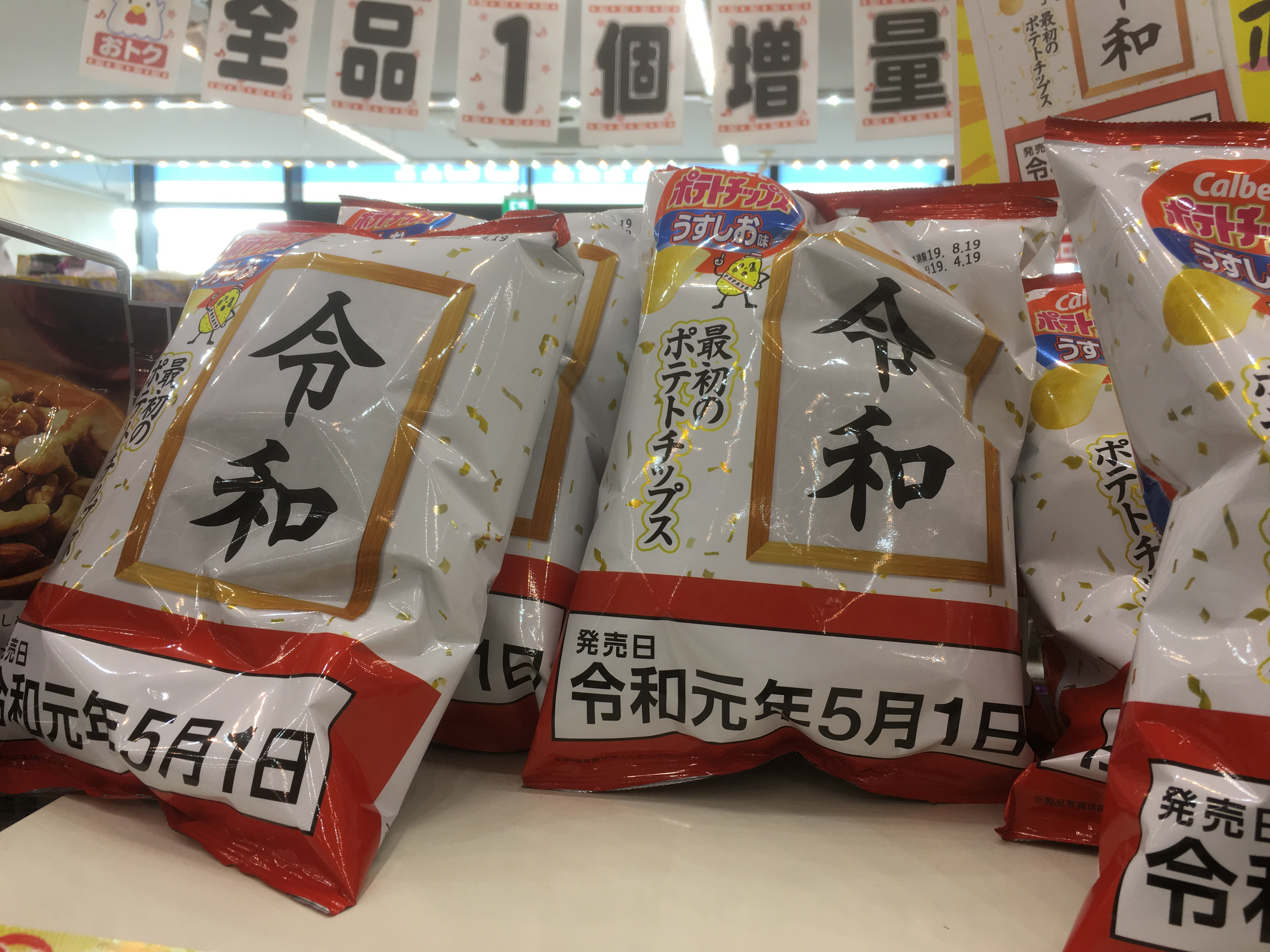
令和元年記念ポテトチップス

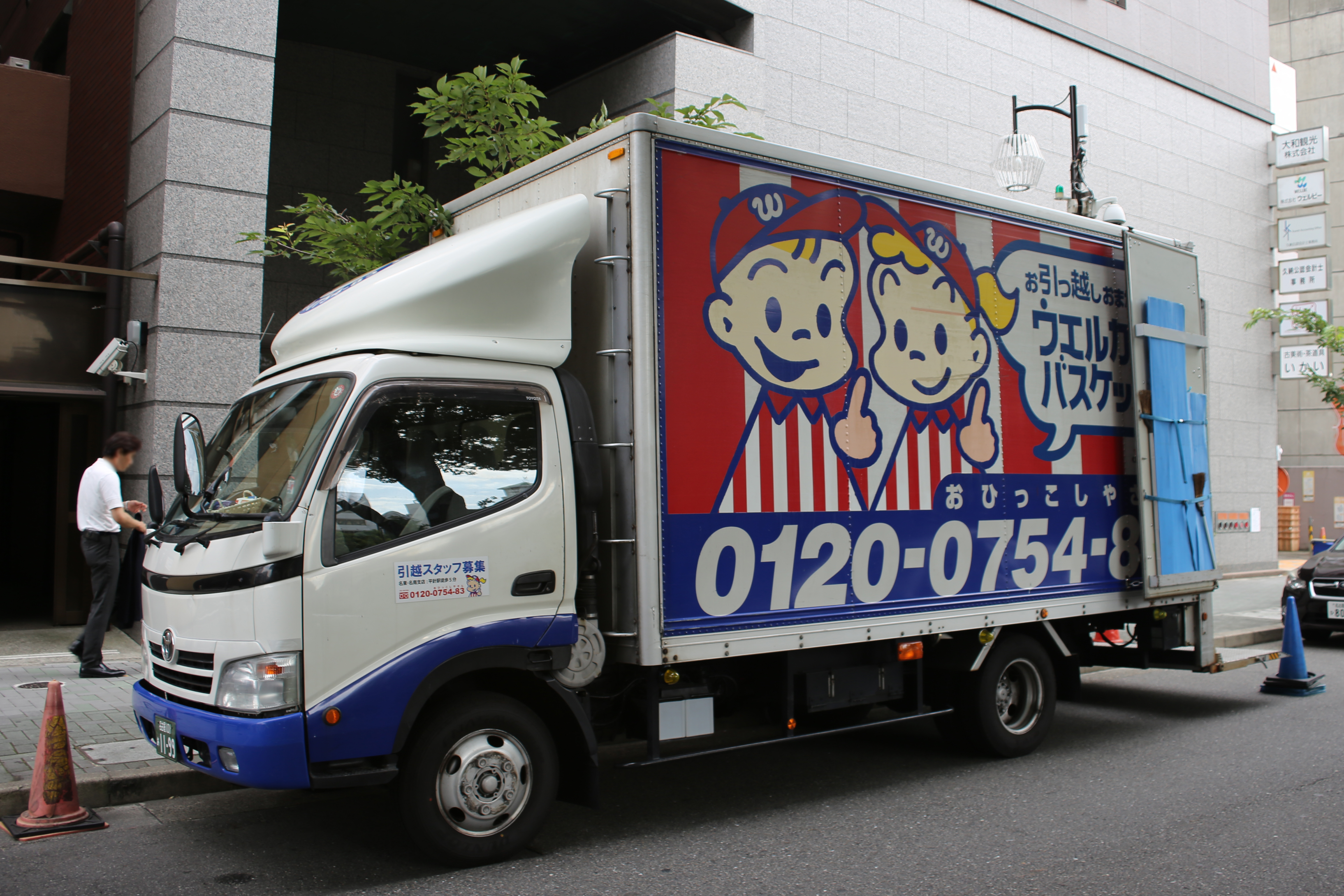
ウェルカム・バスケットのトラック

- 崎陽軒 - 主力商品の「シウマイ」に1988年から約20年間、醤油入れ「ひょうちゃん」のイラストを担当
- ECCジュニア
- 日立製作所（エアコン「白くまくん」）
- 東急電鉄車両のドア付近の注意喚起ステッカー（上記「白くまくん」をリファインしたもの）

- 味の素 - マーガリン「マリーナ」

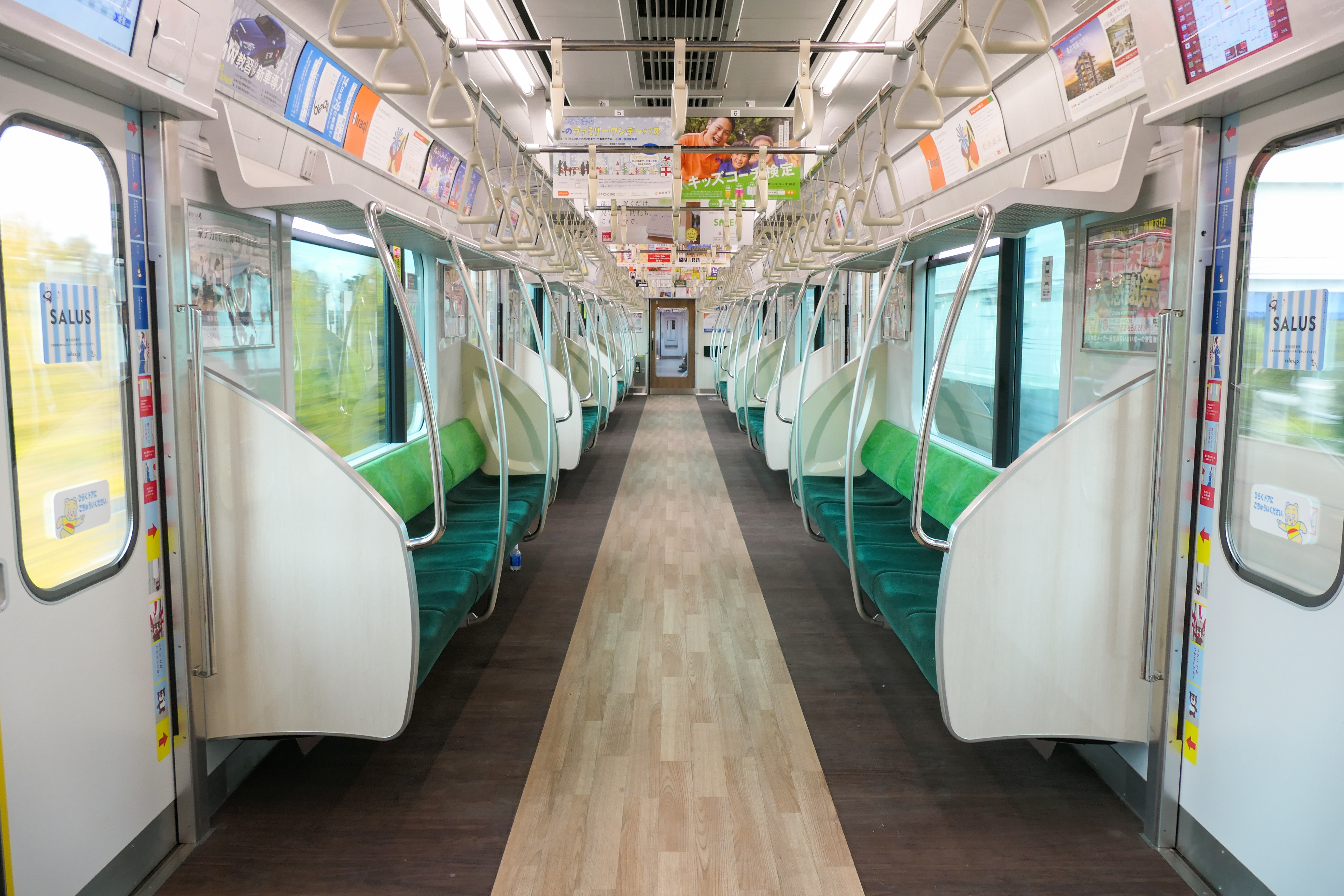
ドア付近に「白くまくん」ステッカー

- 大村競艇場 - マスコット「ターンマーク坊や」
- コージー本舗